# Mokāma
Mokāma är en ort i Indien.   Den ligger i distriktet Patna och delstaten Bihar, i den nordöstra delen av landet, 900 km öster om huvudstaden New Delhi. Mokāma ligger 50 meter över havet och antalet invånare är 55 203.
Terrängen runt Mokāma är mycket platt. Runt Mokāma är det tätbefolkat, med 735 invånare per kvadratkilometer. Närmaste större samhälle är Sarmera, 19,9 km sydväst om Mokāma. Trakten runt Mokāma består till största delen av jordbruksmark.